# Batalha do Lago Túnis
Batalha do Lago Túnis (português brasileiro) ou Tunes (português europeu) foi uma série de batalhas da Terceira Guerra Púnica travadas em 149 a.C. entre as forças cartaginesas e da República Romana.

## Assalto inicial
Quando os cônsules romanos Mânio Manílio e Lúcio Márcio Censorino desembarcaram em território cartaginês, no norte da África, suas forças foram dispostas separadamente. Manílio montou seu acampamento no istmo que levava à cidade de Cartago, de frente para a cidadela de Birsa. Censorino acampou na margem do Lago Túnis, de frente para a muralha ocidental de Cartago. O plano de Manílio era preencher o fosso da muralha sul e escalá-la a partir dali; Censorino planejava utilizar escadas para escalar a muralha ocidental, apoiando-as em terra e no deque de seus navios. Duas tentativas de assalto foram realizadas, com os cônsules acreditando que os cartagineses estariam indefesos, mas ambos foram repelidos pelos cidadãos da cidade, surpreendentemente bem armados. Temendo a aproximação de Asdrúbal, o Beotarca, que estava acampado na outra margem do do Lago Túnis, os dois cônsules fortificaram seus acampamentos.

## Ataque surpresa ao acampamento de Censorino
Depois de fortificar seu acampamento, Censorino enviou seus homens até a outra margem do Lago Túnis para conseguir a madeira necessária para a construção de armas de cerco. O comandante da cavalaria cartaginesa, Himilcão Fameias, aproveitou a oportunidade e atacou os romanos enquanto cortavam as árvores, causando a morte de mais de 500 homens e capturando muitas das ferramentas necessárias para os planos dos romanos. Ainda assim, Censorino conseguiu madeira suficiente para construir algumas armas e escadas e os dois cônsules realizaram um segundo ataque combinado a Cartago, que novamente foi repelido. Manílio decidiu não realizar um novo ataque às muralhas a partir do istmo, mas Censorino, tendo assoreado parte do lago para abrir espaço para um ataque, construiu dois aríetes, um para ser utilizado pela frota e outro pelos seus 6 000 soldados. No ataque que se seguiu a partir de sua posição no Lago Túnis, as tropas de Censorino conseguiram abrir um buraco na muralha de Cartago antes de serem repelidos pelos defensores, que imediatamente começaram a fechá-lo. Temendo um segundo ataque, os cartagineses saíram pelo buraco na mesma noite e atacaram o acampamento de Censorino, ateando fogo em grande parte das armas de cerco que encontraram.
No dia seguinte, as tropas romanas tentaram atravessar novamente pelo buraco na muralha apesar da recusa de Cipião Emiliano, que servia na época como tribuno militar de Censorino, que preferiu manter suas forças de reserva dispondo-as em grupos separados por intervalos regulares ao longo da muralha. Enquanto as tropas de Emiliano evitavam a batalha, o restante das forças romanas enfrentaram uma feroz resistência dos cartagineses que defendiam o buraco na muralha, o que resultou em pesadas perdas para os romanos.

## Recuo romano
Por volta de 27 de julho — data da aparição de Sirius no horizonte ao amanhecer — Censorino teve que enfrentar uma epidemia entre suas tropas, que estavam acampadas sobre águas paradas e com pouca ventilação por causa da proximidade da muralha de Cartago. Por conta disto, ele realocou seu acampamento para um local à beira mar. Os cartagineses, percebendo a movimentação da frota romana, construíram navios de fogo e os lançaram ao longo da costa assim que a frota romana foi avistada. O incêndio resultante destruiu boa parte da frota romana e atrapalhou substancialmente o ataque romano. Logo depois Censorino voltou para Roma para realizar as eleições e Manílio intensificou seus ataques.